# Onda cuadrada

Animación de la síntesis aditiva de una onda cuadrada mediante el incremento del número de armónicos.

Se conoce por onda cuadrada a la forma de onda periódica que alterna su valor entre dos valores extremos sin pasar por los valores intermedios (al contrario de lo que sucede con la onda senoidal y la onda triangular, etc.)
Una onda cuadrada es un caso especial de una onda rectangular que tiene un ciclo de trabajo de 50% (está en estado «alto» durante la mitad de su período).
Se usa principalmente para la generación de pulsos eléctricos que son usados como señales (1 y 0) que permiten ser manipuladas fácilmente. Un circuito electrónico que genera ondas cuadradas se conoce como generador de pulsos, este tipo de circuitos es la base de la electrónica digital. 
El contenido espectral de una onda cuadrada se compone exclusivamente de armónicos impares (f, 3f, 5f, etc), extendiéndose a frecuencias más elevadas cuanto más abruptos sean sus flancos. Esto tiene dos consecuencias:
- La capacidad y autoinductancia parásitas filtran la señal, eliminando las componentes de mayor frecuencia, con lo que la onda cuadrada se degrada, tomando un aspecto cada vez más redondeado.
- Por otro lado, señales muy abruptas producen radiación de alta frecuencia, dando problemas de compatibilidad electromagnética y acoplos (diafonía) entre pistas. Por ello ciertas familias lógicas como Q-mos (Quit-mos) controlan la pendiente de los flancos de la señal,[cita requerida] evitando que sean demasiado abruptos.

La tensión compuesta contiene una componente fundamental RMS de:[cita requerida]

{\displaystyle V_{\text{comp(rms)}}={\frac {2{\sqrt {6}}\ V_{\text{dc}}}{\pi }}=1.56\ V_{\text{dc}}}

## Definiciones
La onda cuadrada en matemáticas tiene muchas definiciones, que son equivalentes excepto en las discontinuidades.
Se puede definir simplemente como la función signo de una sinusoide:
{\displaystyle {\begin{aligned}x(t)&=\operatorname {sgn} \left(\sin {\frac {2\pi t}{T}}\right)=\operatorname {sgn}(\sin 2\pi ft)\\v(t)&=\operatorname {sgn} \left(\cos {\frac {2\pi t}{T}}\right)=\operatorname {sgn}(\cos 2\pi ft),\end{aligned}}}
Que será 1 cuando la senoide sea positiva, −1 cuando sea negativa y 0 en las discontinuidades. Aquí, T es el período de la onda cuadrada y f es su frecuencia, que se relacionan mediante la ecuación f = 1/T.
Una onda cuadrada también se puede definir con respecto a la función rectangular Π(t) o la función escalón de Heaviside u(t):
{\displaystyle {\begin{aligned}x(t)&=2\left[\sum _{n=-\infty }^{\infty }\Pi \left({\frac {2(t-nT)}{T}}-{\frac {1}{2}}\right)\right]-1\\&=2\sum _{n=-\infty }^{\infty }\left[u\left({\frac {t}{T}}-n\right)-u\left({\frac {t}{T}}-n-{\frac {1}{2}}\right)\right]-1.\end{aligned}}}
También se puede generar una onda cuadrada utilizando directamente la función piso:
{\displaystyle x(t)=2\left(2\lfloor ft\rfloor -\lfloor 2ft\rfloor \right)+1}
e indirectamente:
{\displaystyle x(t)=\left(-1\right)^{\lfloor 2ft\rfloor }.}
Utilizando la serie de Fourier se puede demostrar que la función de piso puede escribirse en forma trigonométrica
{\displaystyle {\frac {2}{\pi }}\arctan \left(\tan \left({\frac {\pi ft}{2}}\right)\right)+{\frac {2}{\pi }}\arctan \left(\cot \left({\frac {\pi ft}{2}}\right)\right)}

## Análisis de Fourier
Usando la expansión de la serie de Fourier con frecuencia de ciclo f, frecuencia angular ω y con el tiempo t, una onda cuadrada ideal con una amplitud de 1 se puede representar como una suma infinita de ondas sinusoidales:
{\displaystyle {\begin{aligned}x(t)&={\frac {4}{\pi }}\sum _{k=1}^{\infty }{\frac {\sin \left(2\pi (2k-1)ft\right)}{2k-1}}\\&={\frac {4}{\pi }}\left(\sin(\omega t)+{\frac {1}{3}}\sin(3\omega t)+{\frac {1}{5}}\sin(5\omega t)+\ldots \right),&{\text{donde }}\omega =2\pi f.\end{aligned}}}
Fuentes:
La onda cuadrada ideal contiene sólo armónicos impares.
Una curiosidad de la convergencia de la serie de Fourier para una onda cuadrada es el fenómeno de Gibbs.